# Indische Hochflossenbarbe
Die Indische Hochflossenbarbe (Oreichthys crenuchoides) ist ein Süßwasserfisch aus der Familie der Karpfenfische (Cyprinidae). Die Art wurde erst 2009 durch Frank Schäfer beschrieben, war aber in der Aquaristik schon seit längerem bekannt. Das Art-Epitheton crenuchoides vergab er, da ihn die erhöhte Rückenflosse der Männchen an den Fleckenschwanzsalmler (Crenuchus spilurus) erinnerte. Die Art ist bisher nur aus dem Norden des indischen Bundesstaates Westbengalen aus dem Jorai-Fluss, einem Nebenfluss des Brahmaputra in der Nähe der Grenze zu Assam bekannt.

## Merkmale
Die bei der Erstbeschreibung untersuchten Typusexemplare der Indischen Hochflossenbarbe waren 1,7 bis 2,5 cm lang, Längen bis 3,4 cm sind bekannt. Männchen sind in der Regel größer als Weibchen. Der Körper der Fische ist barbentypisch, leicht hochrückig, der Kopf kurz und hoch, das Maul endständig und hufeisenförmig. Der Oberkiefer ist länger als der Unterkiefer, die Lippen sind schmal. Die größte Körperhöhe liegt am Beginn der Rückenflosse. Bei dominanten Männchen erreicht die Rückenflosse eine Höhe von bis zu 42 % der Standardlänge. Die Seitenlinie ist kurz und erstreckt sich nur über 2 bis 5 mit Poren versehener Schuppen. Die Pharyngealzähne stehen in drei Reihen, alle sind an der Spitze leicht erhöht. Kiemenreusenrechen fehlen.
- Schuppenformel: mLR 17–20+2, SL 5–8.
- Flossenformel: Dorsale: 3/8; Anale: 3/5, Pectorale: 1/12–13, Ventrale: 8–9,  Caudale 9+8.

Die Schwanzflosse ist gegabelt, beide Loben sind abgerundet, der untere etwas länger als der obere.
Kopf und Körper sind graugelb gefärbt, die Oberseite ist dunkler. Die Schuppen auf dem Rücken und an den Körperseiten sind an ihrer Basis dunkel gefärbt, was zu einer netzartigen, dunklen Musterung führt. Die Schwanzflossenbasis ist durch einen dunklen Fleck markiert. Die ersten zwei bis vier geporten Schuppen auf der Seitenlinie haben braune Flecken. Die paarigen Flossen, die After- und die Schwanzflosse sind transparent oder hellgelb, ihre Flossenstrahlen bei einigen Individuen dunkelgrau. Bei dominanten Männchen sind die unverzweigten Rückenflossenstrahlen schwarz, die verzweigten abwechselnd dunkel und hell, die Flossenmembran transparent oder gelblich, schwärzlich an den Enden. Bei Jungfischen, Weibchen und unterdrückten Männchen sind die ersten beiden unverzweigten Rückenflossenstrahlen schwarz, der folgende unverzweigte Rückenflossenstrahl und die ein bis zwei folgenden verzweigten sind in der Mitte mit einem gelben Punkt markiert, die folgenden verzweigten zeigen einen schwarzen Fleck. Die Flossenmembran ist transparent. Gestresste Fische zeigen kaum Farben.

## Lebensweise
Der bisher bekannte Lebensraum der Indischen Hochflossenbarbe ist ein langsam fließender Fluss mit relativ klarem Wasser und schlammigem Boden. Während der Fortpflanzungszeit sind die Männchen territorial und besetzen kleine Reviere. Rivalen werden durch das Aufrichten der Rückenflosse eingeschüchtert, wenn das keine Wirkung zeigt, folgen Kämpfe, bei denen sich die Kontrahenten gegenseitig am Maul packen. Die Weibchen legen ihre haftenden Eier wie Keilfleckbärblinge an die Unterseite von Blättern, Wurzeln und Steinen und schwimmen dabei mit dem Bauch nach oben. 